# Toby Regbo
Toby Finn Regbo (ur. 18 października 1991 w Hammersmith, dzielnicy Londynu) – brytyjski aktor filmowy, teatralny i telewizyjny.
Jego ojciec pochodzi z Norwegii. Jego dziadkami ze strony matki był włoski kapitan statku wycieczkowego i australijska baletnica. Uczęszczał do szkoły Latymer Upper School w Londynie. Największą sławę przyniosła mu rola Nemo Nobody w filmie Mr. Nobody, oraz księcia Franciszka II Walezjusza w serialu Nastoletnia Maria Stuart, za którą był nominowany do Teen Choice Awards.
W filmie Harry Potter i Insygnia Śmierci, zagrał młodego Albusa Dumbledore’a, lecz z nieznanych przyczyn nie został umieszczony w napisach końcowych.

## Filmografia

### Filmy
- 2006: Misja pułkownika Sharpe’a (TV) jako Ensign
- 2009: Mr. Nobody jako 15-letni Nemo
- 2009: Glorious 39 jako Michael Walton
- 2010: Harry Potter i Insygnia Śmierci: Część I jako młody Albus Dumbledore
- 2011: Someday This Pain Will Be Useful to You jako James Sveck
- 2011: Jeden dzień jako Samuel Cope
- 2013: uwantme2killhim? jako John
- 2013: Heart of Nowhere jako Luke
- 2018: Fantastyczne zwierzęta: Zbrodnie Grindelwalda jako młody Albus Dumbledore

### Seriale TV
- 2007: S.A.W. Szkolna Agencja Wywiadowcza jako Chad Turner
- 2011: Treasure Island jako Jim Hawkins
- 2013–2015; 2017: Nastoletnia Maria Stuart (Reign) jako król Franciszek II Walezjusz
- 2017–2019: Upadek królestwa (The Last Kingdom) jako Aethelred
- 2019: Medyceusze: Władcy Florencji (Medici) jako Tommaso Peruzzi